# Justified (TV-serie)
Justified är en amerikansk TV-serie på TV-kanalen FX, som hade premiär den 16 mars 2010. Serien är skapad och utvecklad av Graham Yost, samt baserad på Elmore Leonards berättelser om huvudkaraktären Raylan Givens (i serien spelad av Timothy Olyphant), framförallt i "Fire in the Hole". Serien, som totalt består av 78 avsnitt, sändes under sex hela säsonger, fram till den 14 april 2015.
I januari 2022 meddelade TV-kanalen FX att det skulle komma en begränsad uppföljare till serien (med Timothy Olyphant återigen i huvudrollen som Raylan Givens), vid namn Justified: City Primeval. Denna serie hade sedan premiär den 18 juli 2023, och avslutades sedan därefter den 29 augusti samma år.

## Handling
Med en egen syn på rättvisa har en viljestark, tystlåten polis som plågas av sitt förflutna, U.S. Marshal Raylan Givens, återvänt till Kentucky där han växte upp för att göra det han gör bäst – se till att rättvisa skipas. När en utredning sätter honom i kontakt med en gammal vän som nu står på fel sida om lagen, måste Raylan också ta itu med outredda händelser med sin före detta fru och sin ålderstigna pappa.

## Rollista och karaktärer

### Huvudrollsinnehavare
| Timothy Olyphant | – Raylan Givens  |
| Nick Searcy      | – Art Mullen     |
| Jacob Pitts      | – Tim Gutterson  |
| Erica Tazel      | – Rachel Brooks  |
| Joelle Carter    | – Ava Crowder    |
| Natalie Zea      | – Winona Hawkins |
| Walton Goggins   | – Boyd Crowder   |
| Jere Burns       | – Wynn Duffy     |

### Återkommande rollbesättning
| David Meunier       | – Johnny Crowder              |
| Raymond J. Barry    | – Arlo Givens                 |
| Rick Gomez          | – David Vasquez               |
| M.C. Gainey         | – Bo Crowder                  |
| Brent Sexton        | – Hunter Mosley               |
| Damon Herriman      | – Dewey Crowe                 |
| Linda Gehringer     | – Helen Givens                |
| William Ragsdale    | – Gary Hawkins                |
| Kevin Rankin        | – Derek "Devil" Lennox        |
| Stephen Root        | – Mike Reardon                |
| Mel Fair            | – Nelson Dunlop               |
| Kaitlyn Dever       | – Loretta McCready            |
| Jim Beaver          | – Shelby Parlow/Drew Thompson |
| Abby Miller         | – Ellen May                   |
| Jeremy Davies       | – Dickie Bennett              |
| Margo Martindale    | – Mags Bennett                |
| Joseph Lyle Taylor  | – Doyle Bennett               |
| Brad William Henke  | – Coover Bennett              |
| Peter Murnik        | – Tom Bergen                  |
| James LeGros        | – Wade Messer                 |
| William Gregory Lee | – Nick Mooney                 |
| Jonathan Kowalsky   | – Mike Cosmatopolis           |
| Mickey Jones        | – Rodney "Hot Rod" Dunham     |
| Mykelti Williamson  | – Ellstin Limehouse           |
| Neal McDonough      | – Robert Quarles              |
| David Andrews       | – Tillman Napier              |
| Brendan McCarthy    | – Tanner Dodd                 |
| Demetrius Grosse    | – Errol                       |
| Todd Stashwick      | – Ash Murphy                  |
| Jenn Lyon           | – Lindsey Salazar             |
| Jesse Luken         | – Jimmy Tolan                 |
| Ron Eldard          | – Colton Rhodes               |
| Joe Mazzello        | – Billy St. Cyr               |
| Lindsay Pulsipher   | – Cassie St. Cyr              |
| Patton Oswalt       | – Bob Sweeney                 |
| Sam Anderson        | – Lee Paxton                  |
| Mike O'Malley       | – Nick "Nicky" Augustine      |
| Robert Baker        | – Randall Kusik               |
| Brian Howe          | – Arnold                      |
| John Kapelos        | – Ethan Picker                |
| Michael Rapaport    | – Darryl Crowe Jr.            |
| A. J. Buckley       | – Danny Crowe                 |
| Alicia Witt         | – Wendy Crowe                 |
| Edi Gathegi         | – Jean Baptiste               |
| Jacob Lofland       | – Kendal Crowe                |
| Amy Smart           | – Alison Brander              |
| Steve Harris        | – Roscoe                      |
| Wood Harris         | – Jay                         |
| Don McManus         | – Billy Geist                 |
| Karolina Wydra      | – Mara Paxton                 |
| Danielle Panabaker  | – Penny Cole                  |
| Mary Steenburgen    | – Katherine Hale              |
| Justin Welborn      | – Carl                        |
| Bill Tangradi       | – Cyrus Boone                 |
| Danny Strong        | – Albert Fekus                |
| Sam Elliott         | – Avery Markham               |
| Garret Dillahunt    | – Ty Walker                   |
| Jeff Fahey          | – Zachariah Randolph          |
| Jonathan Tucker     | – Boon                        |
| Ryan Dorsey         | – Earl                        |
| Scott Grimes        | – Sean/Seabass                |
| Duke Davis Roberts  | – Mundo/Choo-Choo             |